# 塔巷
塔巷（平话字：Ták-háe̤ng）是位于中国福建省福州市鼓楼区的一条街道，为三坊七巷之一。
塔巷为东西走向，东接八一七中路，西连南后街，南北分别与黄巷、郎官巷平行，长295米，宽3-5米。传闽王王审知时期就曾在巷中建造木塔及塔院，到南宋此木塔尚存，后被毁。清代建有小塔，1950年代小塔移置坊口。海军前辈叶伯鋆曾住此巷，福州最早的电灯公司（即供电所）曾设于巷内。巷内有福州著名的“永和鱼丸店”。
Commons: